# 阿散井恋次
阿散井 恋次（あばらい れんじ）は、久保帯人作の漫画作品およびそれを原作としたアニメ『BLEACH』に登場する架空の人物で死神。アニメの声優は伊藤健太郎（少年期は木内レイコ）。ミュージカルでの俳優は森山栄治→鯨井康介→崎山つばさ。実写映画での俳優は早乙女太一。

## プロフィール
- 護廷十三隊所属、六番隊副隊長
- 身長：188cm
- 体重：78kg
- 誕生日：8月31日
- テーマミュージック：刃頭（HAZU）feat.Ill-Bosstinoの“野良犬”/「The NEWBORN」収録

## 人物
南流魂街78地区「戌吊」出身。長い赤髪を結んでおり、眉毛から額、首から上半身にかけて大仰な刺青を入れている。一人称は「俺」。性格はやや乱暴に見えるが、気配りや機転が利き、根は落ち着きがあり人情味溢れる人物。同僚や後輩達からの信頼は厚い。副隊長だが、実力は卍解を修得している隊長クラス。ただし戦闘での勝率は高くない。
甘党で、好物は鯛焼き。趣味はゴーグル収集。玉蹴り（フットサル）が大好き。ルキアが現世赴任を命じられた同じときに六番隊副隊長に任命され、それ以前は五番隊を経て十一番隊に在籍（六番隊副隊長任命時は第六席だった）し、斑目一角に戦い方を教わっていた。「殺す相手に名乗る」流儀も一角から学び守るなど、一角を尊敬・信頼している。
吉良や檜佐木と同じく給料はあっさり使ってしまうタイプであり、大前田の家でご馳走になる描写が『カラブリ＋』で描かれた。
体中に入れ墨を入れており、額にもしている。また、一角と同じく褌を着用している。
六番隊副隊長任命には、銀銀次郎が副業で店主を務めている高級眼鏡屋「眼鏡の銀蜻蛉」が人気になったのを受け、眼鏡屋での商売に専念するため六番隊副隊長を辞職、その後任として任命された。「眼鏡の銀蜻蛉」は行きつけの店で、銀次郎とも馴染みであり、いくらか割り引いてもらっている（原価が結構なため、購入できないらしい）。夢は、自分でデザインしたゴーグルをかけること。初期では額にゴーグルをかけていたが戦う度に破壊され、最近は代わりに白い手ぬぐいを巻いている。死神代行消失篇では、手ぬぐいの色は黒になり、知り合いの鍛冶屋に安価で作らせた鋼のかんざしを挿している。
檜佐木修兵は学院時代の先輩で、吉良イヅルと雛森桃とは学院時代の同期。優秀者の集められた特進クラスである1組に所属していた。2066期生。

### ルキア・白哉との関係
ルキアとは、流魂街からの幼馴染。40年前まで「戌吊」で身を寄せ合って家族のように暮らしていた。共に真央霊術院で学ぶが、ルキアが朽木家の養子に求められ、彼女の幸せを願って心ならずも祝福することで勧めた。このことが、後の恋次とルキアの関係の起点になっている。
名家令嬢となったルキアと対等に付き合えるようになるため、白哉を超える事のみを考えて鍛錬し続けたが、一度も勝てていない。ルキアの処刑是非を巡る騒動の中で白哉に戦いを挑むが、彼の鬼道と卍解を前に、自身の卍解も破壊され敗北する。最後まで戦士としての闘志を失わず戦い続けた為、白哉からは認められている。藍染の謀反後も、白哉を超えることを目標として仰いでいる。
千年血戦編後はルキアと結婚し、阿散井苺花という一人娘を儲ける。
アニメ版ではルキアを異性として意識している事が原作より強く描かれており、幼少期は彼女に見惚れたり、真央霊術院では失態に凹んでいるときに励まされ、照れる描写がある。

## 経歴

### 尸魂界篇
ルキアが現世へ駐在する前に、六番隊副隊長に任命される。その後、死神能力の譲渡を犯したルキアの捕縛命令を受け、当初は命令通りルキアを尸魂界へ連れて行くが、懺罪宮前での一護との戦闘後、ルキアを助ける事を決意。修得間近だった卍解の修行を終えて、ルキア救出に向けて行動する。前述の白哉との戦いで重傷を負うも、花太郎の治療（アニメでは卯ノ花）で回復し再びルキア救出に向かい、一護と共に藍染に立ち向かうも一蹴される。真実を知った護廷十三隊の救援もあって、結果的にルキアを救うことができ、彼女と和解した。この頃から一護のことを信頼し、「仲間」と認識する。

### 破面篇
ルキア救出後、空座町に破面襲来の報を受け、ルキアらと共に現世へ派遣され、一護と再合流。破面の2度目の襲来時には、グリムジョーの従属官の一体であるイールフォルト・グランツとの戦いに勝利し、グリムジョーに負けたとする一護を「生きていたら勝ち」だと慰める。その後、浦原商店で厄介になり、浦原に聞きたいことがあったため、それを聞く条件としてチャドの修行を手伝う。
その後、織姫救出のため、ルキアと共に虚圏に入り再び一護達と合流する。虚夜宮では第8十刃のザエルアポロ・グランツと交戦、助っ人として現れた石田もろとも窮地に立たされるが、虚圏にやってきた涅マユリにその窮地を救われる。そして、虚圏に幽閉される事となり、傷の治療を受けた後、再び連れ去られた織姫の救出に向かう一護の援護を行い、そのまま葬討部隊や巨大虚と戦うが、解放状態のヤミーに倒される。一連の終結後は、尸魂界で一護が無月を使用した反動で気絶するのを目撃する。

### 死神代行消失篇
一護に死神の力を取り戻させるための刀に隊長格の死神達と共に霊圧を与え、ルキアや他の隊長格と共に完現術者達との決戦に参戦。空座町決戦から17ヶ月の間、藍染と戦えるようになるために鍛錬を積んでおり、自身が交戦したジャッキーを剣を抜くことなく圧倒するほどの力の差を見せつけた。

### 千年血戦篇
白哉と共に尸魂界に攻め込んできた星十字騎士団（シュテルンリッター）のエス・ノトと交戦するが、エス・ノトが白哉の卍解を奪って白哉を攻撃し続けるのを見かねて卍解しようとした所を、星十字騎士団の一人であるマスク・ド・マスキュリンが卍解できることを知らずにドロップキックを仕掛けてきたため重傷を負い、卍解は運良く奪われなかった。その後、零番隊によって一護・白哉・ルキアと共に霊王宮へ連れて行かれ、『麒麟殿』の白骨地獄と血の池地獄で治療を受けて、麒麟寺天示郎の拳を受けても吹き飛ばされない位まで回復し、一護と共に次の『零番離殿』である『臥豚殿』へ向かう。
『臥豚殿』では一護と共に食事し、次の『鳳凰殿』では一護と共に人の形をした『浅打』と戦闘を行い、恋次は二枚屋王悦に合格と認められるが一護は失格し、現世に追い返される。その後、兵主部一兵衛の『零番離殿』でルキアと共に修行を行う。修多羅千手丸には、衣装を新調してもらったが、褌も脱がなければ男性器を切り落として採寸すると告げられて、慌てて全裸になったことにトラウマを抱いた。そして修行を完了し、ルキアと共に瀞霊廷へ到着する。
帰還後は先日自分に重傷を負わせたマスク・ド・マスキュリンと対峙。敵の猛攻にも大したダメージを受けず、修行により修得した真の卍解の力を使って完勝する程の成長を見せたが、ルキアの『一戦する毎に身を隠せ』という約束をし、しばらく眠っていた。その後、一護がユーハバッハのもとに向かうための時間を稼ぐために、ルキアと共にバズビーと対峙する。
十年後には十三番隊隊長に就任した朽木ルキアと結婚し、苺花という死神見習の娘がいる。

## 戦闘方法

### 斬魄刀
斬魄刀の名は『蛇尾丸（ざびまる）』。直接攻撃系に分類される。

#### 始解
能力解放と共に刀身にいくつもの節を持ち、伸びて蛇のようにしなる蛇腹剣の形状に変化する。伸縮自在であるため直接的な遠距離攻撃も可能。ただし、伸ばしながらの攻撃は最大3回まででそれ以降は一度縮める必要がある。また、縮めた状態での大きさは黒崎一護の斬月とほぼ同程度。
解号は「咆えろ『蛇尾丸』（ほえろ『〜』）」

#### 卍解
【卍解】の名は『狒狒王蛇尾丸（ひひおうざびまる）』。名前は「栃木県にある蛇尾川」に由来する。
能力解放と共に巨大な蛇の骨の様な形状に変化し、恋次自身は狒狒の骨と毛皮を身に纏う。戦闘方法は始解時と殆ど変わらないが、斬魄刀そのものによる一撃一撃が強力になり、ギリアン級大虚の破面の斬魄刀も容易に打ち砕く。また、巨体に関わらず動作も素早く、隊長格の瞬歩にも充分に対応可能。始解時同様に複数のパーツで構成されているが、各パーツは形を持った霊体ではなく恋次自身の霊圧で繋がれているため、斬魄刀などで連結を断ち切る事は不可能。蛇尾丸本体への負担が掛かることもあるようだが、分離や再結合は自由自在に行う事ができる。アニメでは、その特性を活かし「狒牙絶咬」を使用していた。
千年血戦篇後、卍解時による破損は直せないため、以前の白哉との戦いで破壊された刃節の一部が壊れたままだということがマユリの口から一護に語られた。さらに霊王宮での修行時に、実は蛇尾丸はまだ恋次を半分しか認めておらず、この卍解は半分しか解放していない姿であったことも明らかとなった。
劇場版アニメでは度々その巨大さを生かし、他者を乗せて別場所へと移動させるために使用している。

#### 真の卍解
蛇尾丸の真の【卍解】の名は『双王蛇尾丸（そうおうざびまる）』。
実は恋次を真には認めておらず、今まで使用していた卍解は半分しか能力を発揮していなかった。
零番隊『兵主部 一兵衛（真名呼和尚）』により、本当の名を教えてもらい、従える事に成功した。
真に解放された蛇尾丸の卍解で、発動と同時に右手に直刀「オロチ王」、左肩当てから伸びた腕「狒狒王」、そして腰に狒狒の骨を纏った姿となる。それぞれの名前を呼称すると「オロチ王」は鋸状の刃に変形し、「狒狒王」は敵を握り潰せる程に巨大化する。

#### 技
「狒牙絶咬（ひがぜっこう）」
節の途切れた蛇尾丸の刀身を一斉に相手に突き立てる、刀身を折られた時の非常用の技。折れた斬魄刀が突然攻撃を仕掛けてくる為、相手の意表を衝いたり隙を作り出すには効果的だが、傷ついた蛇尾丸に無理を強いるために斬魄刀本体への負担が大きく（アニメ版によれば、この技を使った直後はしばらく始解すら不可能になる）、連続しては使えない。
「狒骨大砲（ひこつたいほう）」
自身の霊圧を開放し、狒狒王蛇尾丸の口からレーザーのように巨大な霊圧の砲弾を発射する。
「蛇牙鉄炮（ざがてっぽう）」
真の卍解『双王蛇尾丸』での技。変形したオロチ王を敵に突き刺し、そこに力を集約させて一気に炸裂させる。その際、大口を開けて敵を噛み砕く蛇の姿が浮かぶ。喰らった敵は完全に炭化して砕け散る。
「蛇舌谺（ざぜっが）」
オロチ王の刀を蛇尾丸の如く、伸縮自在な蛇腹剣の形に変え、鞭のようにしならせ斬撃を行う。刀は蛇尾丸より小型である。その為、蛇尾丸よりかは疾く伸びる模様。また、熱を刀身に集約させ触れたものを溶かしたり、攻撃を防がれた際は爆発を起こせる（アニメ版にて登場）。
「狒皮転生（ひひてんしょう）」
狒々王の腕で相手の攻撃を防ぎ、その際相手の攻撃によって裂けた毛皮の数だけ、狒々王の腕を新たに生成し、相手を掴み動きを封じる（アニメ版にて登場）。
「蛇骸絶吼（ざがいぜっこう）」
狒狒王蛇尾丸を思わせる形をとった、オロチ王を狒狒々王の腕で掴み、勢いよく振り回し巨大な霊圧の渦を生成し、相手にぶつけ炸裂させる大技。発動には20秒のチャージが必要であり、狒皮転生で相手の動きを封じた際に生じる時間を利用することで解消している。爆発威力は凄まじく、周辺の建造物一帯を消し飛ばし焼け野原に帰るほどである（アニメ版にて登場）。

#### 本体
声 - 古澤徹
蛇の尾を持った白い体毛の狒狒。俗に言う鵺。身体と尾で別々の人格を有しており、蛇のほうは少々口が悪い。一護との死闘の後、斬月との再戦を望んでいた。『カラブリ』によると、性別は雄だったが、斬魄刀異聞編で実体化した時は猿は女、蛇は男という風になっている。
アニメ『斬魄刀異聞篇』で実体化した蛇尾丸の詳細はBLEACH 斬魄刀異聞篇#実体化した斬魄刀を参照。

### 鬼道
鬼道に関しては昔から苦手で、威力自体は申し分ないものの加減ができず、暴発することもあり、詠唱破棄もあまり得意ではないためルキア程うまく鬼道を扱うことはできない模様。
破道の三十一 赤火砲
炎系の霊撃を放つ鬼道。虚夜宮（ラス・ノーチェス）へ潜入した際、ランプ代わりに使用して格好をつけようとしたものの、詠唱破棄をしたため小さな光しか出せなかったせいで石田やルキアや一護にイジられるなど散々だったが、ザエルアポロ戦では上手く制御できない事を利用して石田を援護した。アニメのバウント編では、無難に使っていた。
縛道の四 這縄
斬魄刀異聞編で使用。原作に無い、アニメオリジナルストーリーである。

バウント篇では、副隊長だが空座町の担当として派遣され、一護達と共に戦う。浦原にバウント戦に伴い、チームプレーの大切さを教わった一方で、後述の宇柿戦の前には一角から教わった「勝負は一対一（タイマン）」という流儀を重んじる一面も見せている。また、アニメでは原作以上に一護と喧嘩するシーンもある。
登場時には1970年代ファッションに身を包んで一護の前に現れる。赴任中は破面編より先に浦原商店メンバーと出会い、彼らの元に居候として身を寄せるが、居候としての身の上のため浦原商店メンバーに頭が上がらず、ジン太等に「居候」を連発されおかわりができなかったり、「死神図鑑ゴールデン」で、おかわりできないので夜中にこっそり起きてご飯を食べようとするも、浦原やジン太に確信犯的な行動（輪ゴム鉄砲）で阻止されたりと扱いが酷かった。そのため、井上織姫の自宅アパートに行った際、行方不明になった織姫をみんなが心配する傍らで、留守中の他人の家の冷蔵庫を勝手に開けて食べ物をあさるシーンもあった。その後、バウント達の尸魂界進出に伴い尸魂界へ帰る前には浦原商店の掃除をしていっている。
現世の戦闘において狩矢が作り出したドール・ビットの進攻から一人の少年を守ろうと奮戦するがかなわず、少年が重傷を負ったことに対し責任を感じてしまう。そのためか、人の命を奪った上に人間によるバウントに対する迫害の仕打ちを主張し、自分達を哀れむ宇柿に対し、怒りをぶつける一幕もあった。そして、宇柿のドール・ゲゼルとの対戦に【卍解】で挑み、勝利する。